# 양산 통도사 김경호 초상
양산 통도사 김경호 초상(梁山 通度寺 金敬浩 肖像)은 대한민국 경상남도 양산시 하북면 지산리, 통도사에 있는 조선시대의 초상화이다. 
2006년 11월 9일 경상남도의 유형문화재 제452호 통도사 소장 신석우영정으로 지정되었다가, 2018년 12월 20일 현재의 명칭으로 변경되었다.

## 개요
이 작품은 가선대부 김경호의 초상화로 정면향의 전신교의좌상이다. 인물의 육신부는 살색을 바르고 주색으로 윤곽선을 처리하였으며, 육신선을 따라 주색을 바림하여 음영을 표현하였는데, 특히 넓게 펼쳐 바림한 이마와 눈썹이 돋보인다. 
상검선은 농묵세선, 하검선은 주색세선으로 처리하고, 눈머리와 눈꼬리에는 담묵으로 바림하였으며, 갈색 눈동자 가운데 농묵을 찍어 동공을 표현하였다. 눈썹·수염의 모근표현은 먼저 담묵으로 펴 바른 뒤 세선의 농묵과 백세선으로 묘사하였고, 귀의 모근표현은 바림 없이 농묵세선으로 그려내어 안면부에 약간의 변화를 주고 있다.

## 참고 문헌
- 양산 통도사 김경호 초상 - 국가유산청 국가유산포털